# Minteken
Een minteken is een symbool dat wordt gebruikt om een aftrekking of een negatief getal aan te duiden. Het wordt weergegeven als een korte horizontale lijn: −, en uitgesproken als 'min' of 'minus'. Het woord is afgeleid van het Latijnse 'minor' dat 'minder' betekent. De boekhoudkundige notatie voor minus is −/−. In commercieel bereik wordt in plaats daarvan ook het teken ⁒ (of de karaktervolgorde ./.) gebruikt.

## Gebruik
Het minteken wordt voornamelijk gebruikt om een aftrekking of een negatief getal aan te duiden:
- In een aftrekking: 36 − 11 = 25 (spreek uit: 36 min 11 is 25 of 36 minus 11 is 25)
- Voor een negatief getal: −82 (spreek uit: min 82)
- 36 − 111 = −75 (spreek uit: 36 min 111 is min 75)

Ander gebruik van het minteken:
- Bij de notatie van negatief geladen ionen

## Weergave
Het minteken is in Unicode opgenomen als U+2212.
Typografen gebruiken voor het minteken meestal een half kastlijntje – (Unicode U+2013, ANSI-tekenset 0x96). Op toetsenborden is het gemakkelijker om het koppelteken - (Unicode U+002D) te gebruiken, omdat de meeste toetsenbordindelingen hier een toets voor hebben, en dus niet via een omweg hoeft te worden ingevoerd. Bij het invoeren van een rekenopdracht moet dat ook meestal. Google's online rekenmachine (via de zoekbox) accepteert beide.
De verschillen tussen het koppelteken, het minteken en een halve kastlijntje zijn hieronder in beeld gebracht:
----------  10 koppeltekens
−−−−−−−−−−  10 mintekens
––––––––––  10 halve kastlijntjes

## Geschiedenis
Het minteken is lang niet zo oud als de Arabische cijfers of de letters die wij tegenwoordig gebruiken. Het teken werd voor het eerst gebruikt aan het eind van de Middeleeuwen. Aan het begin van de vijftiende eeuw werden in Europa in plaats van het plus- en minteken nog vaak de letters p en m gebruikt. Men gaat ervan uit dat het minteken '−' is afgeleid van de tilde die boven de letter m werd gezet om een aftrekking aan te duiden, of dat het wellicht gewoon een sterk vereenvoudigde versie van de letter m zelf is.
In 1489 werd het minteken – samen met het plusteken – voor het eerst in gedrukte vorm gebruikt in het boek Mercantile Arithmetic (of Behende und hüpsche Rechenung auff allen Kauffmanschafft) van Johannes Widmann. Hij gebruikte de tekens echter om overschotten en tekorten aan te duiden in bedrijfseconomische zin. Hij schreef over de betekenis van de tekens: "Was − ist / das ist minus ... vnd das + das ist mer".
Aan het begin van de zestiende eeuw werd het minteken geleidelijk aan steeds meer gebruikt als symbool om een aftrekking aan te geven. Giel Van der Hoecke gebruikte het minteken op die manier in Een sonderlinghe boeck in dye edel conste Arithmetica uit 1514, en Henricus Grammateus publiceerde in 1518 zijn boek Ayn new Kunstlich Buech waarin het plus- en minteken als tekens voor wiskundige bewerkingen werden gebruikt. Robert Recorde introduceerde de tekens in 1557 in Engeland met de publicatie van zijn boek The Whetstone of Witte – hij introduceerde tegelijkertijd overigens ook het =-teken. In zijn boek is te lezen: "There be other 2 signes in often use of which the first is made thus + and betokeneth more: the other is thus made − and betokeneth lesse" ("er zijn twee andere veelgebruikte tekens waarvan de eerste er zo uitziet + en meer betekent, en de andere zo − en minder betekent").